# Zuzana Skálová
Zuzana Skálová (* 30. března 1945 Praha) je česká historička umění středověku, pedagožka restaurování a restaurátorka koptských ikon, která se proslavila svou vědeckou, restaurátorskou a organizační prací v Nizozemí a v Egyptě.

## Život
Narodila se v Praze v rodině lékařů Jaroslava Skály a Emilie, rozené Antoňové. Vystudovala Střední uměleckoprůmyslovou školu v Praze na Žižkově. Krátce pracovala ve třech redakcích pražských časopisů, mj. jako grafička časopisu Reportér. Po srpnové invazi roku 1968 z Československa emigrovala s pomocí přátel (Bořků-Dohalských z Dohalic) do Vídně a s dalšími kontakty (např. Karla Otavského) se dostala do Nizozemí, kde na univerzitě v Amsterdamu vystudovala dějiny umění a archeologii. Jako téma své dizertační práce z roku 1976 si vybrala Slovanskou epopej Alfonse Muchy. Současně se věnovala restaurování obrazů, zvláště ikon. Nejdříve se zdokonalovala studiem v Centrálním institutu pro restaurování (Instiutuo centrale per il restauro) v Římě, kde se stýkala mj. s českými emigranty, např. s pozdějším kardinálem, paterem Tomášem Špidlíkem. Dále odjela na stáž do Byzantského muzea v Athénách, v němž tehdy vedl restaurátorský ateliér významný mistr Stavros Baltoianis, který jako první dokázal oddělit plošné přemalby ze středověkých ikon a přenést je na nový podklad. Dále v letech 1983, 1985 a 1987 studovala při pobytu ve Všesvazovém vědeckovýzkumném institutu restaurování v Moskvě.
V letech 1989–1996 žila a pracovala v Egyptě. V Káhiře vedla ve spolupráci s Koptským muzeem, Egyptskou památkovou službou a koptským patriarchátem projekt konzervování koptských ikon, financovaný ministerstvem zahraničí Nizozemského království. Restaurovala mj. ikony v řeckém ortodoxním klášteře sv. Kateřiny na Sinaji nebo v Koptském muzeu v Káhiře. Vedla nadaci pro konzervování ikon Středního východu (The Foundation for the Conservation of Icons in the Middle East).

## Význam
Zuzana Skálová je příkladem univerzální české osobnosti, která dokázala své schopnosti a vzdělání rozvinout navzdory nepřízni státního zřízení ve své vlasti a prosadila se jako historička umění, restaurátorka a pedagožka ve světě. Po celou dobu své aktivní kariéry také publikovala výsledky své práce ve vědeckých periodikách světového významu a vystupovala na vědeckých konferencích.
Krédo své práce vyjádřila roku 2011 slovy: Velkolepé umělecké dědictví Egypta odráží dramatické dějiny dvou tisíciletí – faraonská, řecká, římská, byzantská, arabská, mamelúcká, osmanská a západní kultura ovlivňují techniku, ikonografii a stylistické proměny i koptské ikonomalby až do současnosti. Ikony namalované pro Kopty naznačují, jak navzdory měnícím se světským vladařům egyptští křesťané zůstávali věrní pouze jednomu – věčnému Králi nebes, Ježíši Kristu, synu Božímu.
V současné době[kdy?] žije střídavě v Amsterdamu nebo v Praze.

## Publikace (výběr)

### Monografie
- Icons of the Nile Valley. (spoluautor Gawdat Gabra). Egyptian International Publishing Company - Longman (1. vydání 2003, 2. vydání 2006); ISBN 977-16-0588-7

### Stati
- The 17th century Icon Mother of God Of Smolensk ‚Rediscovered‘, in: Preprints of the 8th Triennial Conference, ICOM Conservation Commitee, Marina del Rey 1987, svazek III, s. 1127–1131.
- St. Mark the Evangelist with Severed Head: Unique Iconography in Egypt. In: Byzantinoslavica, Revue internationale des études byzantines, Roč. 56, č. 3 (1995), s. 721-734.
- A Holy Map to Christian Tradition: Preliminary Notes on Painted Proskynetaria of Jerusalem in the Ottoman Era. In: Rýžoviště zlata a doly drahokamů. Sborník pro Václava Huňáčka. Červený Kostelec: Pavel Mervart, 2006 s. 99–119.
- St. John the Baptist in Dayr al-Suryan, in the Wadi Natrun: A Crusader era Deesis icon from the Byzantine periphery: Re-vivified using the "Mobile Icon Restoration Unit" 2000-2010. In: Byzantinoslavica, Revue internationale des études byzantines Roč. 72, č. 1-2 (2014), s. 350-369
- Zuzana Skálová, Magdi Mansour and Youhanna Nesim Youssef, Three Medieval Beam - Icons on Coptic Patriarchal Churches in Cairo, in: Actes du Symposium de Fouilles Copte. Cairo 1998.
- https://biblio.hiu.cas.cz/search?type=global&q=Zuzana+Sk%C3%A1lov%C3%A1